# Demi Live! Warm Up Tour
Tournées par Demi Lovato
Demi Lovato: Live in Concert (2009-10)
Demi Live! Warm Up Tour est la première tournée de la chanteuse et actrice Demi Lovato, juste avant de rejoindre la tournée des Jonas Brothers Burnin' Up Tour. Cette tournée sert de promotion pour son premier album Don't Forget. 

## Programme
1. That's How You Know
2. The Middle
3. Daydream (reprise d'Avril Lavigne)
4. Party
5. Don't Forget
6. This Is Me
7. Gonna Get Caught
8. Two Worlds Collide
9. La La Land
10. Until You're Mine
11. Get Back

## Dates[1]
| Date             | Ville               | Pays       | Salle                       |
| ---------------- | ------------------- | ---------- | --------------------------- |
| Amérique du Nord |                     |            |                             |
| 1er juin 2008    | Hershey             | États-Unis | Hersheypark                 |
| 8 juin 2008      | Atlanta             | États-Unis | Six Flags Over Georgia      |
| 9 juin 2008      | Orlando             | États-Unis | House of Blues              |
| 13 juin 2008     | La Nouvelle-Orléans | États-Unis | House of Blues              |
| 15 juin 2008     | St. Louis           | États-Unis | Six Flags St. Louis         |
| 17 juin 2008     | Cleveland           | États-Unis | House of Blues              |
| 18 juin 2008     | Syracuse            | États-Unis | Palace Theatre              |
| 19 juin 2008     | Upper Marlboro      | États-Unis | Six Flags America           |
| 22 juin 2008     | Gurnee              | États-Unis | Six Flags Great America     |
| 24 juin 2008     | Farmingdale         | États-Unis | The Crazy Donkey            |
| 26 juin 2008     | Springfield         | États-Unis | Six Flags New England       |
| 27 juin 2008     | Jackson             | États-Unis | Six Flags Great Adventure   |
| 28 juin 2008     | New York            | États-Unis | Blender Theatre at Gramercy |
| 29 juin 2008     | New York            | États-Unis | Blender Theatre at Gramercy |
| 31 juillet 2008  | Arlington           | États-Unis | Six Flags Over Texas        |
| 2 septembre 2008 | State College       | États-Unis | Bryce Jordan Center         |
| Amérique du Sud  |                     |            |                             |
| 21 décembre 2008 | San Juan            | Porto Rico | Coliseo José Miguel Agrelot |